# L'incantesimo del lago 3 - Lo scrigno magico
L'incantesimo del lago 3 - Lo scrigno magico (The Swan Princess: The Mystery of the Enchanted Kingdom o The Swan Princess: The Mystery of the Enchanted Treasure) è un film d'animazione del 1998 diretto da Richard Rich. È il secondo sequel de L'incantesimo del lago ed è stato preceduto da L'incantesimo del lago 2 - Il segreto del castello. Il film è stato distribuito negli Stati Uniti direct-to-video il 4 agosto 1998, mentre in Italia è uscito nei cinema il 21 agosto 1998.

## Trama
Nel grande regno di Odette e Derek fervono i preparativi per l'annuale festival estivo, durante il quale si svolgeranno una corsa a ostacoli e una gara di ballo. Ma, a loro insaputa, la perfida strega Zelda, che in passato era stata una collega del terribile mago Rothbart, trama per impossessarsi dei preziosi appunti che le consentiranno di ricreare il potere delle Arti Proibite, andate distrutte nel precedente scontro con il malvagio mago Clavius (anch'egli ex-collega di Rothbart). Al fine di scoprire dove possano nascondersi gli appunti, la strega cattura uno spavaldo esemplare di uccello blablabla, Whizzer, perché diventi sua spia e usi le sue abilità mimiche per carpire informazioni utili. Whizzer, impaurito delle minacce di Zelda, capace di rintracciarlo ovunque in caso di fuga grazie ai suoi "acchiappa-tutto", accetta e vola verso il castello sul lago. Qui, scopre che gli appunti sono segretamente custoditi da Derek, avendoli trovati, esplorato meglio il castello, dopo gli ultimi eventi, pensando che possano essere usati per fare del bene e che ha mentito a Odette dicendole di averli, invece, distrutti per sempre.
Dopo essere stata informata, Zelda si reca al castello fingendosi una donzella in pericolo, fuggita dal fantomatico regno di "Chuten-Chuten-Doodang", dov'era schiava di un re che la obbligava a suonare ininterrottamente la fisarmonica. Colpito dalla sua storia tragica e dalle sue palesi avances, Rogers si innamora perdutamente di lei e la invita a stabilirsi a palazzo, nonostante le proteste della Regina Uberta (che con Rogers intende esibirsi in un numero di tango per la gara di ballo). Conquistata la fiducia di Rogers, Zelda sottrae le chiavi della stanza che custodisce il cofanetto con gli appunti tanto agognati e fugge nella notte. Tuttavia, giunta nel suo antro, la strega scopre con gran disappunto che l'ultima pagina degli appunti è stata strappata (quella legata ai poteri della Distruzione), impedendole così di ottenere il potere assoluto delle Arti Proibite. Adirata, Zelda interroga di nuovo Whizzer che le rivela un particolare nuovo: è stato Derek a sottrarre il frammento mancante e a nasconderlo nel castello.
Furiosa, Zelda invia uno dei suoi "acchiappa-tutto" per trovare Odette, che viene catturata insieme a Jean-Bob e condotta nel covo della strega, per poi mandare Whizzer da Derek con una richiesta di riscatto: il frammento degli appunti in cambio della vita della principessa. Sconvolto, Derek recupera il frammento nascosto in un libro della biblioteca e parte per l'appuntamento con Zelda. Prima di potersi allontanare dal castello, Whizzer viene però catturato da Freccia e Puffin, che impotenti avevano assistito al rapimento di Odette e Jean-Bob, e convinto a schierarsi dalla loro parte contro Zelda. Whizzer accetta e insieme al gruppo parte per aiutare Derek.
Odette, nel frattempo, è riuscita a liberarsi, e cerca di fuggire con gli appunti delle Arti Proibite. Ma Zelda non si fa ingannare, e per punirla la trasforma in un cigno, per poi rinchiuderla insieme a Jean-Bob in una cupola di fuoco magico in grado di disintegrare entrambi al minimo tentativo di fuga. Poi la strega prende le sembianze di Odette, avendo ricreato la sfera ed avendo i poteri di Creare e Cambiare che decide di usare subito e corre incontro a Derek, che non sospettando nulla le porge il frammento sottratto agli appunti. Con il potere assoluto a disposizione, Zelda riprende le sue sembianze e torna nel suo antro, convinta di aver finalmente trionfato. Guidati da Whizzer, Derek, Puffin e Freccia raggiungono la caverna dove si nasconde Zelda, intenta a leggere le formule magiche per acquisire i poteri delle Arti Proibite. Liberati Odette e Jean-Bob dalla cupola di fuoco magico, Derek e il gruppo si preparano ad affrontare Zelda. Per non perdere tempo con loro, Zelda, sfruttando i suoi nuovi poteri, crea una palla di fuoco e la manda a trovare e uccidere Odette: la principessa vola via insieme a Puffin nel tentativo di sfuggire al letale incantesimo, mentre Whizzer rimane per aiutare Derek imitando la voce di Rothbart, distraendo Zelda il tempo sufficiente perché Derek le si avvicini e afferri la sua bacchetta magica. Nella lotta, la bacchetta si spezza e Zelda, perso l'equilibrio, cade sulla cupola di fuoco magico venendo incenerita.
Con la rottura della bacchetta e la morte di Zelda, tutti i suoi incantesimi svaniscono. Ma la palla di fuoco ha, nel frattempo, raggiunto e ucciso Odette: disperato, Derek brucia finalmente gli appunti delle Arti Proibite e la sfera, nella speranza che questo annulli l'ultima magia di Zelda. E, come per miracolo, dalle fiamme prende forma un cigno, che materializza infine Odette, viva e in salute.
Il regno è di nuovo in pace e armonia. Il festival si svolge nel migliore dei modi e Jean-Bob sorprende tutti vincendo la corsa a ostacoli e ricevendo il tanto ambito titolo di "Principe per un giorno". Anche la Regina Uberta e Rogers, nonostante i battibecchi a causa della cotta di quest'ultimo per la defunta Zelda, trionfano nella loro gara di ballo, vincendo il primo premio tra gli applausi del pubblico. Finalmente felici e liberi da ogni malvagità, Derek e Odette si scambiano un tenero bacio.

### Personaggi
- Principessa Odette: la protagonista femminile, è la giovane, bella, dolce, coraggiosa e aggraziata consorte del principe Derek, nuora della Regina Uberta e figlia unica del Re Guglielmo, morto nel primo film per mano di Rothbart.
- Principe Derek: il protagonista maschile, è il giovane, bello, atletico, valoroso, coraggioso, sensibile e romantico marito della principessa Odette e figlio della Regina Uberta.
- Zelda: la principale antagonista del film. Come il malvagio Clavius (nel secondo film), anche Zelda era collega di Rothbart, che la tradì dopo aver realizzato gli appunti per le Arti Proibite. È una perfida e crudele strega che vive come un'eremita all'interno di una grotta. Sebbene non abbia gli immensi poteri dell'ex-collega, può creare degli "acchiappa-tutto", nuvole luminose animate che catturano chiunque, grazie alla sua bacchetta magica. Zelda è alta e slanciata, ha i capelli biondi e gli occhi verdi e indossa una sorta di lunga tonaca nera. È intelligente e pericolosa. Si serve di Whizzer come suo complice per recuperare gli appunti.
- Regina Uberta: la madre di Derek. In occasione della fiera, partecipa allo spettacolo dei dilettanti, nei panni della Signora in Nero. Vuole vincere perché è una brava ballerina (la sua specialità è il tango) e il suo compagno di esibizione è Rogers. Personaggio essenzialmente comico, è protagonista di numerosi siparietti divertenti all'interno del film. È infastidita dalla presenza di Zelda, che fa perdere la testa a Rogers, distraendolo dai suoi doveri di partner per il ballo.
- Lord Rogers: il consigliere del principe Derek e della Regina Uberta. Viene avvicinato da quest'ultima come partner per vincere la gara dei dilettanti, in quanto anche lui è un ottimo ballerino. È innamorato di Zelda, che lo chiama "pasticcino", ingannandolo e manipolandolo in modo da arrivare agli appunti di Rothbart, per poi tornare sui suoi passi quando viene a sapere che la "bambolina" (Zelda, appunto) lo ha usato. Personaggio essenzialmente comico, è protagonista di numerose scene divertenti.
- Bromley: il migliore amico di Derek. È il solito ragazzo sovrappeso, goloso, burlone, sciocco, pieno di sé e comicamente pavido.
- Bridget: assiste anche lei alla festa, ma non ha nessun dialogo.
- Ciambellano: appare per pochi secondi in una scena dove porta gli abiti colorati, ma non ha nessun dialogo.
- Puffin: un pulcinella di mare, fedele amico di Odette e Derek. Insieme a Jean-Bob e Freccia costituisce un trio di amici animali. All'inizio tenta di acciuffare Whizzer, per poi fare amicizia con lui.
- Jean-Bob: è il solito ranocchio che crede di essere un principe. Partecipa alla corsa a ostacoli, riuscendo a vincerla e facendosi decretare "Principe per un giorno". È uno dei personaggi più comici della serie.
- Freccia: l'amico di Puffin, Jean-Bob, Odette e Derek. È il solito maschio di tartaruga buono, tranquillo e agile nel nuoto.
- Whizzer: comprimario del film. È un uccello blablabla (simile a un airone) di colore azzurro in grado di imitare qualunque voce ascolti. Viene catturato da Zelda e reso suo involontario complice per trovare gli appunti di Rothbart. Puffin ha inizialmente intenzione di catturarlo, in quanto ha scoperto che cercava gli appunti, per poi convincerlo ad aiutarlo contro Zelda, divenendo amico dei protagonisti. Whizzer è buono, amante della propria libertà e pavido, per poi trovare il coraggio di opporsi a Zelda e contribuire alla sua sconfitta.
- Rothbart: appare in un flashback di Zelda e si sente solo la voce imitata da Whizzer, allo scopo di distrarre Zelda durante lo scontro finale.
- Clavius: antagonista del film precedente, viene menzionato da Derek.
- Frederick: il cuoco del castello del principe Derek (già apparso nel secondo film) partecipa anche lui alla festa.

## Colonna sonora
1. Non ci sarà più una festa così (It Doesn't Get Any Better Than This)
2. Perché la amo (Because I Love Her)
3. Se n'è andata (She's Gone!)
4. Non c'è speranza (Bad Days Ahead)
5. Se dalla parte più giusta tu andrai... (The Right Side)

## Home video
Il film negli Stati Uniti è uscito direttamente per l'home video il 4 agosto 1998; nel 1999 è stato incluso in un set regalo di videocassette insieme ai due film precedenti. Il DVD è uscito negli Stati Uniti il 30 marzo 2004, mentre il 2 agosto 2005 il film è stato pubblicato in un DVD set insieme al primo capitolo della serie.
Il 16 febbraio 2004 in Europa è stato rilasciato un cofanetto DVD con i primi tre film e il karaoke delle canzoni.